# Naturschutzgebiet Oberes Lennetal (Winterberg)
Das Naturschutzgebiet Oberes Lennetal mit einer Größe von 6,33 ha liegt westlich von Lenneplätze im Stadtgebiet von Winterberg im Lennetal. Das Gebiet wurde 2008 mit dem Landschaftsplan Winterberg durch den Hochsauerlandkreis als Naturschutzgebiet (NSG) ausgewiesen. Südwestlich und nordöstlich schließen sich die beiden Teilflächen des gleichnamigen Naturschutzgebietes Oberes Lennetal im Stadtgebiet Schmallenberg an.

## Gebietsbeschreibung
Es handelt sich um ein Mittelgebirgstal mit Bach und umgebenden Grünlandflächen.

## Schutzzweck
Das NSG soll den naturnahen Mittelgebirgsbach Lenne mit der Aue in diesen Bereich schützen.
Wie bei allen Naturschutzgebieten in Deutschland wurde in der Schutzausweisung darauf hingewiesen, dass das Gebiet „wegen der Seltenheit, besonderen Eigenart und Schönheit des Gebietes“ zum Naturschutzgebiet wurde.

## Schutzmaßnahmen
Laut Landschaftsplan sollten die Rotfichten-Bestände in der Aue gerodet werden und wieder zu Grünland werden.